# Vendée Luçon Football
Il Vendée Luçon Football è una società calcistica francese con sede nella città di Luçon, nei Paesi della Loira.
Giocava nel Championnat de France amateur, quarto livello calcistico francese, dal 1993 e nella stagione 2011-12 era iscritto al gruppo D. Attualmente gioca nel Championnat National.
La squadra è particolarmente famosa per essere giunta ai sedicesimi di finale nella Coppa di Francia 2001-2002, perdendo 2-0 contro il Paris Saint-Germain a Niort.

## Rosa 2015-2016
| N. |                    | Ruolo | Calciatore              |
| -- | ------------------ | ----- | ----------------------- |
| 1  | Francia (bandiera) | P     | Vincent Viot            |
| 2  | Francia (bandiera) | D     | Jonathan Ringayen       |
| 3  | Francia (bandiera) | D     | Quentin Lecoeuche       |
| 5  | Francia (bandiera) | D     | Fabrice Guzel           |
| 6  | Francia (bandiera) | C     | Cédric Ruault           |
| 7  | Francia (bandiera) | A     | Johan Heyman            |
| 8  | Francia (bandiera) | D     | Mathieu Chemin          |
| 9  | Francia (bandiera) | A     | Ludovic Ajorque         |
| 10 | Francia (bandiera) | C     | Charly Charrier         |
| 11 | Francia (bandiera) | A     | Jordan Mignon           |
| 12 | Francia (bandiera) | D     | Jérémy Messiba          |
| 13 | Francia (bandiera) | C     | Mathias Llambrich       |
| 15 | Brasile (bandiera) | C     | Jonas Henrique Pessalli |

| N. |                    | Ruolo | Calciatore        |
| -- | ------------------ | ----- | ----------------- |
| 17 | Francia (bandiera) | C     | Guillaume Insou   |
| 18 | Francia (bandiera) | A     | Abdoulaye Baldé   |
| 19 | Francia (bandiera) | A     | Ladislas Saureau  |
| 20 | Francia (bandiera) | C     | Pierre Germann    |
| 21 | Francia (bandiera) | C     | Sackré Gbohou     |
| 22 | Marocco (bandiera) | A     | Karim Achahbar    |
| 24 | Francia (bandiera) | D     | Jason Buaillon    |
| 25 | Francia (bandiera) | D     | Loïc Guillon      |
| 26 | Francia (bandiera) | D     | Thierry Njoh-Eboa |
| 27 | Francia (bandiera) | C     | Thomas Delanoë    |
| 29 | Francia (bandiera) | C     | Garland Gbelle    |
| 30 | Francia (bandiera) | P     | Anthony Martin    |

## Palmarès
- Ligue du Centre-Ouest: 1933
- Ligue Atlantique: 1983, 1989, 2002
- Coupe de l'Atlantique: 1980
- Coupe de Vendée: 10 (record)
- Championnat de France amateur 2: 1

2007-2008